# 大科馬里夫卡
47°5′13″N 29°38′54″E / 47.08694°N 29.64833°E
大科馬里夫卡（烏克蘭語：Великокомарівка）是位於烏克蘭西南部的村莊，由敖德萨州羅茲季利納區的大米哈伊利夫卡市鎮負責管轄。該村面積2.28平方公里，海拔高度190米，2001年人口1,278，人口密度每平方公里560.53人。